# Anthony Geslin
Anthony Geslin (Alençon, 9 giugno 1980) è un ex ciclista su strada francese, professionista dal 2002 al 2015 e medaglia di bronzo in linea ai campionati del mondo 2005.

## Carriera
Professionista dal 2002 al 2015, in carriera ottenne sette vittorie, sfruttando le sue doti di passista veloce. Tra le vittorie spicca quella nella Freccia del Brabante 2009; il risultato di maggior prestigio da lui colto è comunque il terzo posto nella prova in linea ai campionati del mondo 2005 a Madrid.
Fino al 2008 ha sempre corso per la squadra diretta da Jean-René Bernaudeau, la Bouygues Télécom, che in passato, per via dei cambi di sponsorizzazione, si era chiamata anche Bonjour e Brioches La Boulangère. Dal 2009 al 2015 ha militato invece nella Française des Jeux/FDJ. A fine 2015 si ritira dall'attività professionistica.

## Palmarès
- 2003

Classifica generale Critérium des Espoirs
- 2004

Route Adélie de Vitré
- 2005

3ª tappa Circuit de Lorraine (Rombas)
- 2006

Parigi-Camembert
- 2007

Trophée des Grimpeurs
- 2008

Tour du Doubs
- 2009

Freccia del Brabante

## Piazzamenti

### Grandi Giri
- Tour de France

2005: 97º
2006: 88º
2007: 98º
2010: 146º

### Classiche monumento
- Milano-Sanremo

2004: 42º
2005: 22º
2006: 29º
2007: 120º
2008: 6º
2009: 27º
2010: 12º
2012: 27º
- Giro delle Fiandre

2005: 40º
2006: 18º
2007: 34º
2008: ritirato
2009: 36º
2010: ritirato
2011: ritirato
2012: ritirato
- Parigi-Roubaix

2002: ritirato
2003: ritirato
2004: ritirato
2005: fuori tempo
2006: 21º
- Liegi-Bastogne-Liegi

2011: ritirato
- Giro di Lombardia

2005: ritirato
2006: ritirato